# Ephemerella aurivillii
Ephemerella aurivillii is een haft uit de familie Ephemerellidae. De wetenschappelijke naam van de soort is voor het eerst geldig gepubliceerd in 1909 door Bengtsson.
De soort komt voor in het Nearctisch gebied en het Palearctisch gebied.